# استودیو کاسپین
استودیو کاسپین نام یک استودیوی فیلمسازی، صدابرداری، تولید موسیقی و دوبلاژ فیلم بوده که از حدود سال ۱۳۴۱ تا سال ۱۳۵۸ خورشیدی فعالیت داشته است. این استودیو متعلق به دکتر هوشنگ طبیبیان و شرکای ایشان بوده است. این استودیو که کارش را با دوبله فیلمهای خارجی با مدیریت منوچهر نوذری آغاز کرد که در خیابان وصال شیرازی در تهران قرار داشت این شرکت در ادامه فعالیتهای خود با تولید فیلم و موسیقی و نوار کاست ادامه داد.
این استودیو دارای ۳ سالن دوبله بود، با دوبلورهای بنامی مانند منوچهر نوذری، محمود قنبری، منوچهر والی‌زاده، ژاله کاظمی، منوچهر اسماعیلی، حسین عرفانی، ناصر طهماسب، اکبر منانی و پرویز نارنجی‌ها همکاری داشته است.
بر طبق قراردادی با تلویزیون ملی ایران، بسیاری از فیلم‌ها و سریالهای تلویزیون آن زمان در استودیو کاسپین دوبله می‌شد.

## فعالیتها

### دوبله سریال و فیلمهای خارجی
سریالهای آیرون ساید، فراری و پری‌میسون، مأموریت: غیرممکن (بالاتر از خطر) و فیلمهایی مانند تابستان گرم و طولانی نیز در استودیو کاسپین دوبله شدند.

### تولید فیلمهای بلند سینمایی
فیلمهای آقای هالو، شیر تو شیر و فتنه چکمه‌پوش از محصولات استودیو کاسپین هستند.
استودیو کاسپین دارای یک ارکستر با نام «ارکستر مجلسی استودیو کاسپین» نیز بوده است که موسیقی فیلم آقای هالو نیز توسط این ارکستر ساخته و اجرا شده است.

### تولید موسیقی
در دهه پنجاه خورشیدی، استودیو کاسپین جزو مهم‌ترین و بزرگ‌ترین تهیه‌کنندگان و تولیدکنندگان موسیقی در ایران بود که بسیاری از آثار خوانندگان مشهور آن دوره را بر روی صفحه گرمافون و نوار کاست به بازار ارایه می‌داد.
بعد از سال ۱۳۵۸ خورشیدی که فعالیتهای تولید موسیقی در ایران متوقف شد، به نظر می‌رسد که شرکت کاسپین بازتولید نوارهای کاست خود را با لیبل کاسپین در آمریکا ادامه داده است.